# Alena Šeredová
Alena Seredova (21 de marzo de 1978 en Praga) es una modelo y actriz checa que ha desarrollado la mayor parte de su carrera en Italia.

## Carrera
Inició en el modelaje a la edad de 15 años. Cinco años después representó a su país en el certamen Miss Mundo 1998 donde logró ubicarse entre las finalistas. Fue elegida por el comediante italiano Giorgio Panariello para presentar su programa de variedades Torno Sabato. Alena ha aparecido en numerosas portadas de revistas, incluyendo a Penthouse Europe, Playboy Europe, Spy, Extreme y Quo. En 2005 posó para el calendario Max. Alena estuvo casada con el jugador de fútbol Gianluigi Buffon entre 2011 y 2014.

## Filmografía
- Ho visto le stelle  (2003)
- Christmas in Love (2004)